# Balfour-deklarationen
Balfour-deklarationen var en offentlig erklæring udstedt i 1917 (dateret til d. 2. november 1917) under 1. Verdenskrig af den britiske regering. I erklæringen tilkendegiver den britiske regering, at den med "velvilje ser" på etableringen af "et nationalt hjem for det jødiske folk" i Palæstina, dog under forudsætning af, at det eksisterende ikke-jødiske samfunds civile og religiøse rettigheder ikke forringes i Palæstina.
Deklarationen er fremsat i et brev fra den britiske udenrigsminister Arthur Balfour til Lord Rothschild (Walter Rothschild, 2. Baron Rothschild), lederen af Storbritanniens jødiske samfund, for videregivelse til Zionistføderationen, en privat zionistorganisation. Tilkendegivelsen blev udstedt som resultat af zionistlederne Chaim Weizmann og Nahum Sokolows bestræbelser, men da de havde anmodet om en rekonstruering af Palæstina til at være "the" Jewish national home, levede deklarationen ikke op til deres forventninger.
Deklarationen er en lang sætning, som i alt består af 67 ord. Dokumenter tilkendegiver ikke konkret, hvilket territorier det omtaler som "Palæstina". Endvidere er deklarationen udstedt inden Storbritannien erobrede området under 1. Verdenskrig fra Det Osmaniske Rige – eksempelvis indtog briterne først Jerusalem d. 11. december 1917.
Balfour-deklarationen blev refereret og inkorporeret i Sèvres-fredstraktaten med Tyrkiet. Sèvres-traktat havde dog ingen indvirkning på den juridiske status af Balfour-erklæringen, ligesom den heller ikke havde nogen invirkning, da Sèvres blev afløst af Lausanne-traktaten, som ikke indeholdt nogen henvisning til Balfour-deklarationen. Balfour-deklarationen blev ligeledes refereret i teksten til Palæstinamandatet, som var det dokument, der grundlagde Mandatområdet i Palæstina. Palæstinamandatet gav således Storbritannien mandat – fra Folkeforbundet – til at etablere et "nationalt hjem for det jødiske folk" i Palæstina. Det originale dokument af Balfour-deklarationen findes i dag på British Library.
Balfour-deklarationen havde flere langvarige konsekvenser. Den øgede kraftigt den folkelige støtte til zionismen i jødiske samfund verden over og blev en kernekomponent i Palæstinamandatet. Det anses for at være en af hovedårsagerne til den igangværende israelsk-palæstinensiske konflikt – ofte beskrevet som verdens mest vanskelige konflikt. Der er stadig uenighed om en række områder, såsom om erklæringen var i modstrid med tidligere løfter, som briterne gav til Sharif af Mekka i McMahon-Hussein-korrespondancen.

## Tekst
Oversat til dansk: